# Palmaritos, Paso de Ovejas
Palmaritos är en ort i Mexiko.   Den ligger i kommunen Paso de Ovejas och delstaten Veracruz, i den sydöstra delen av landet, 290 km öster om huvudstaden Mexico City. Palmaritos ligger 53 meter över havet och antalet invånare är 898.
Terrängen runt Palmaritos är lite kuperad, och sluttar österut. Runt Palmaritos är det ganska tätbefolkat, med 80 invånare per kvadratkilometer. Närmaste större samhälle är Fraccionamiento Geovillas los Pinos, 19,3 km öster om Palmaritos. Trakten runt Palmaritos består till största delen av jordbruksmark.